# ضحی (یمن)
 ضُحی  به عربی ( اَلضُحی ) روستای بزرگی از توابع استان اِب در کشور یمن و در شبه جزیره عربستان واقع می‌باشد. این روستا در ۱۸ کیلومتری وادی (دره) سُردُد در جنوبی (الزیدیة) واقع شده‌است.

## جمعیت
جمعیت این روستا در حدود ۴۴۱۵ نفر می‌باشد. عدهٔ از آدباء وشعراء ومؤرخین به این روستا نسبت داده‌اند که مشهورتیرن آنان أدیب: ( احمد بن محمد بن اسماعیل المعافی الضحوی التهامی ـ (۱۲۳۳_۱۲۸۰)، مؤلف کتاب عقود الآلی المنتسقات فی شرح السبع المعلقات والثلاث الملحقات و کتاب شرح لأمیة العرب ده در سال ۱۸۶۳ به چاپ رسیده‌است.